# Боби Тамблинг
Робърт Виктор „Боби“ Тамблинг (роден 18 септември 1941 г.) е бивш английски футболист, играч на Челси. Той е втори голмайстор за всички времена за отбора на Челси 202 гола.